# Werra
La Werra (pronuncia tedesca /ˈvɛʀa/) è un fiume della Germania centrale: lungo 292 km, nasce da una sorgente dalla Selva di Turingia posta a circa 800 metri s.l.m.: scorre in direzione SE-NO attraversando i Länder della Turingia, dell'Assia e della Bassa Sassonia fino a Münden, dove la confluenza delle sue acque con quelle della Fulda forma il fiume Weser.
Nella valle della Werra si trova un importante giacimento di potassio e salgemma.

## Affluenti
- alla destra orografica:
  - Schleuse
  - Hasel
  - Hörsel

- alla sinistra orografica:
  - Ulster
  - Felda
  - Wehre

## Territori attraversati
- città
  - Meiningen
  - Eisenach
  - Eschwege
  - Hann. Münden

- comuni minori
  - Bad Salzungen
  - Vacha
  - Creuzburg
  - Treffurt

## Galleria d'immagini

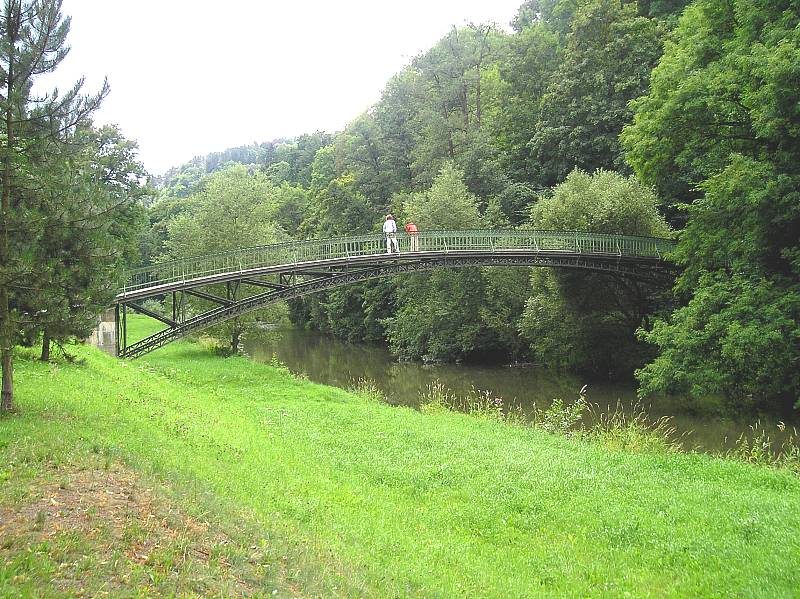
Werra (Meiningen)
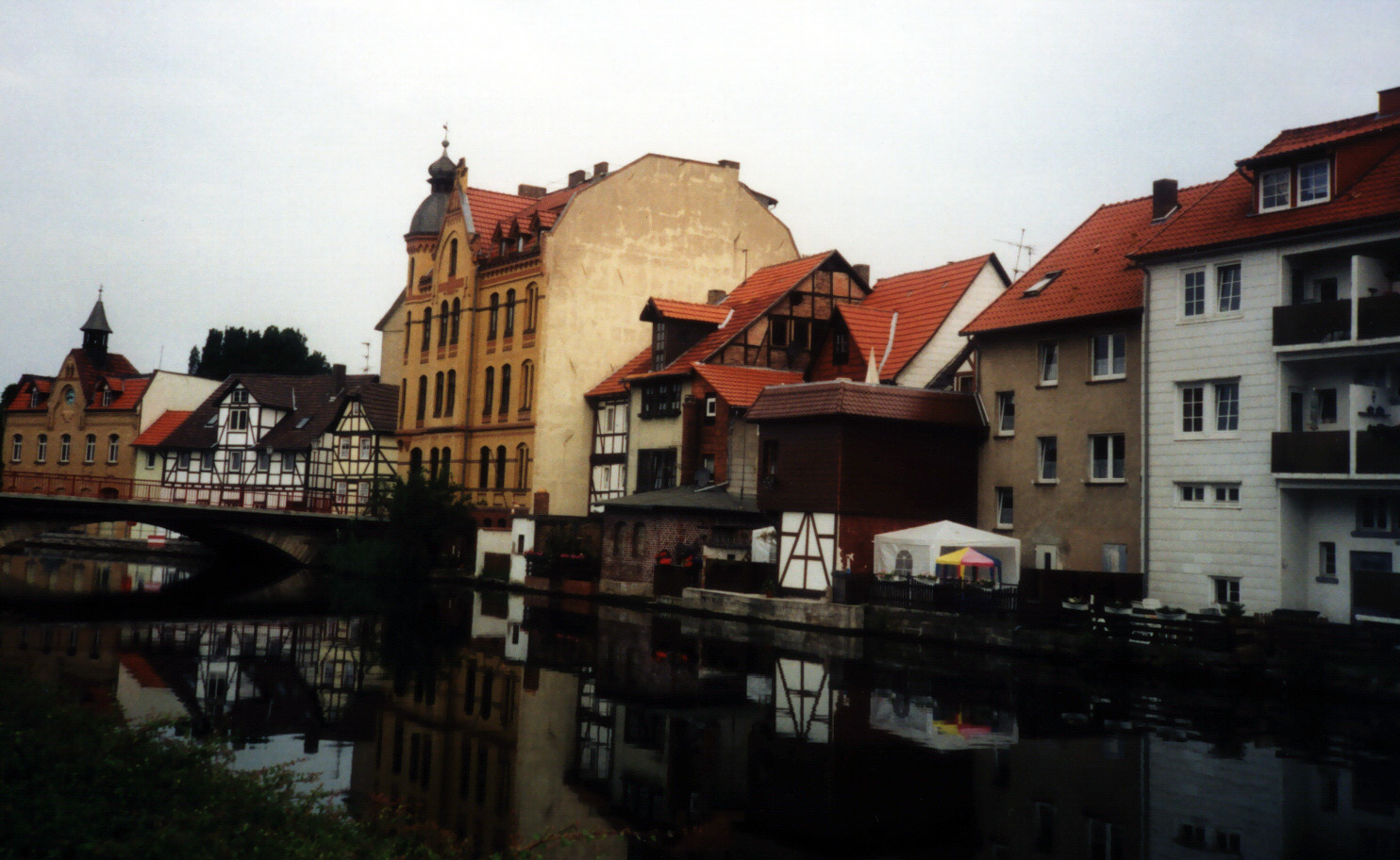
Werra (Eschwege)
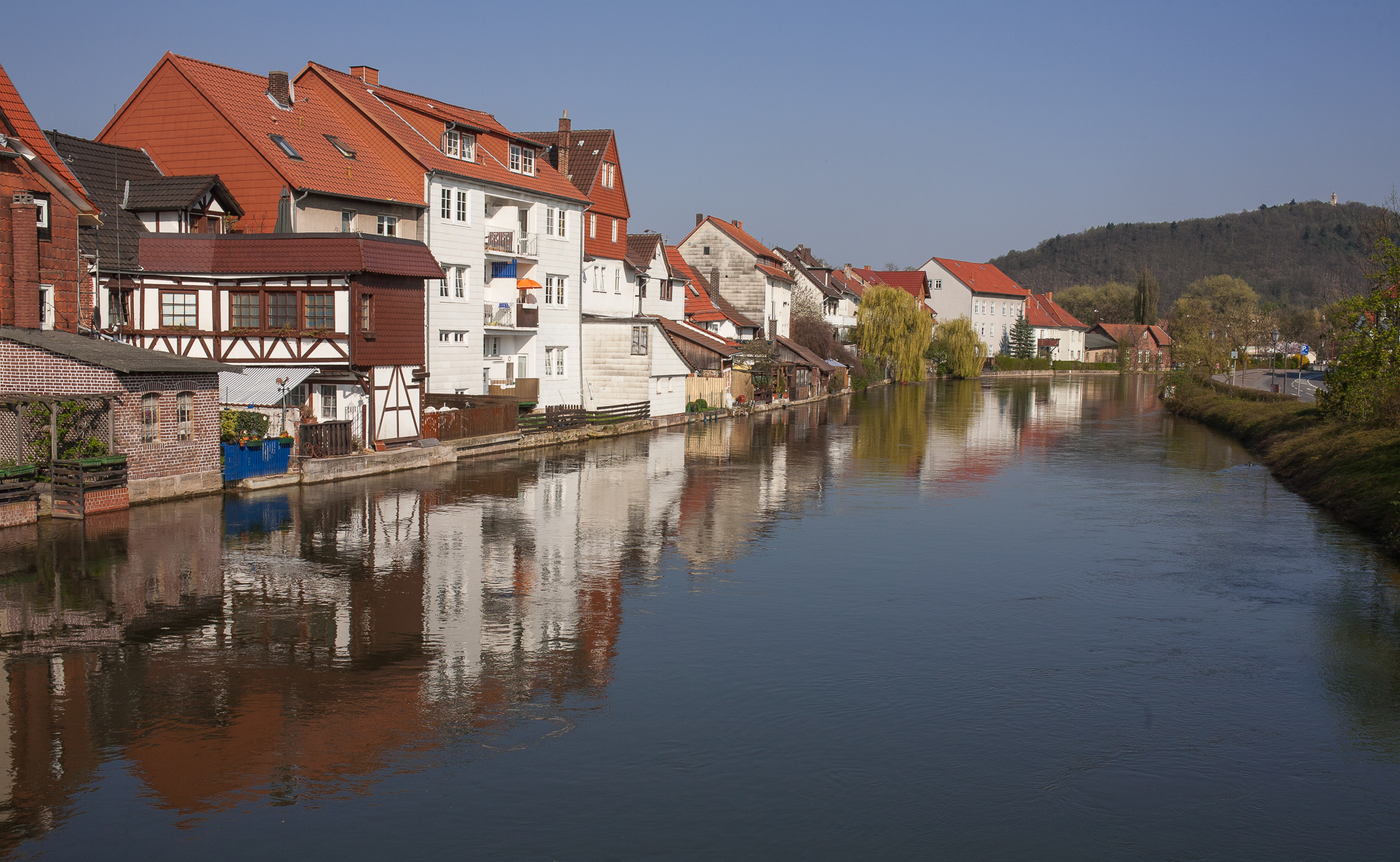
Werra a Eschwege
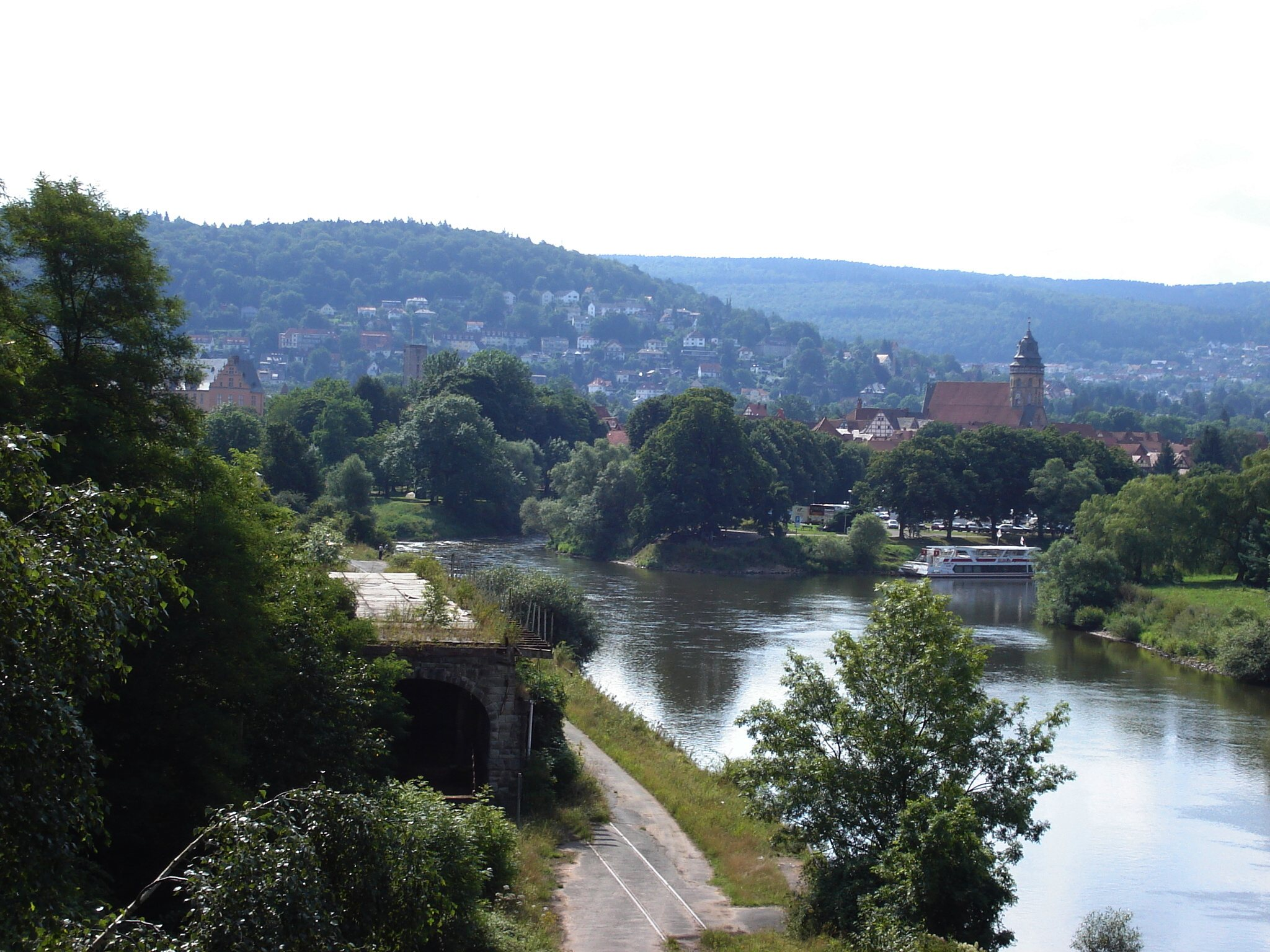
Unione della Werra con la Fulda (Münden)